# Jeff Jillson
Jeffrey Jillson, detto Jeff (North Smithfield, 24 luglio 1980), è un ex hockeista su ghiaccio statunitense.

## Carriera
In NHL ha indossato le maglie di San Jose Sharks (2002/03), Boston Bruins (2003/04) e Buffalo Sabres (2003/04, 2005/06).
Nel corso della sua carriera ha anche giocato in AHL con Cleveland Barons (2001/02, 2002/03), Providence Bruins (2003/04), Rochester Americans (2004-2006) e Lake Erie Monsters (2007/08).
Inoltre ha militato nel campionato tedesco con i Berlin Polar Bears (2006/07), in KHL con l'HC MVD (2008/09), in Finlandia con il Lukko (2008/09) e in Repubblica Ceca con HC Pardubice (2009-2011) e KLH Chomutov (2011-2012).

## Palmarès

### Mondiali
- 1 medaglia:
  - 1 bronzo (Repubblica Ceca 2004)